# 昂吉安公爵路易·安托万
昂吉安公爵路易·安托万，或路易·安托万·亨利·德·波旁（法語：Louis-Antoine-Henri de Bourbon-Condé，1772年8月2日—1804年3月21日），是法国波旁王朝成员，路易六世·亨利·德·波旁-孔代之子，1804年，在塔列朗的参与下，被拿破仑派兵穿过莱茵河绑架回法国受审，关押于文森城堡，最终被判处死刑处决。昂吉安公爵的处决导致英国和俄罗斯对法国的不满最终爆发。